# شاون کرهن
مایکل شاون کراهان (به انگلیسی: Michael Shawn Crahan) معروف به "#۶"، "دلقک"، "بوبو هنگ کنگ" متولد ۲۴ سپتامبر ۱۹۶۹، (۲ مهر ۱۳۴۸) در دی موین آیووا یک نوازنده آمریکایی پرکاشن در گروه اسلیپنات است .